# Маґдаленово
Маґдаленово (пол. Magdalenowo) — село в Польщі, у гміні Сувалки Сувальського повіту Підляського воєводства.
Населення — 44 особи (2011).
У 1975-1998 роках село належало до Сувальського воєводства.

## Демографія
Демографічна структура станом на 31 березня 2011 року:
|          | Загалом | Допрацездатний вік | Працездатний вік | Постпрацездатний вік |
| -------- | ------- | ------------------ | ---------------- | -------------------- |
| Чоловіки | 22      | 3                  | 16               | 3                    |
| Жінки    | 22      | 1                  | 14               | 7                    |
| Разом    | 44      | 4                  | 30               | 10                   |